# Sclerotium delphinii
Sclerotium delphinii är en svampart som beskrevs av Welch 1924. Sclerotium delphinii ingår i släktet Sclerotium och riket svampar.   Inga underarter finns listade i Catalogue of Life.

## Källor

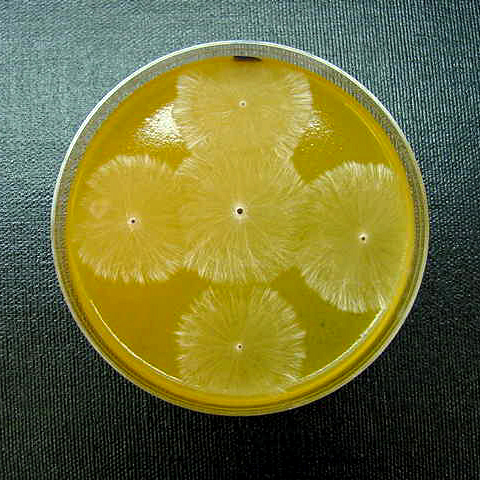
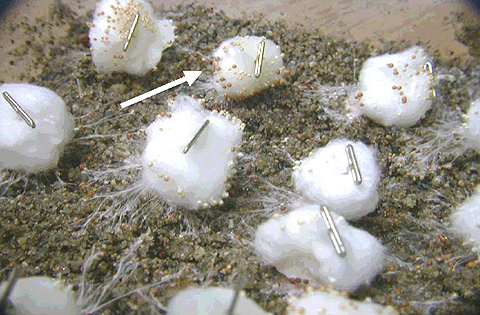
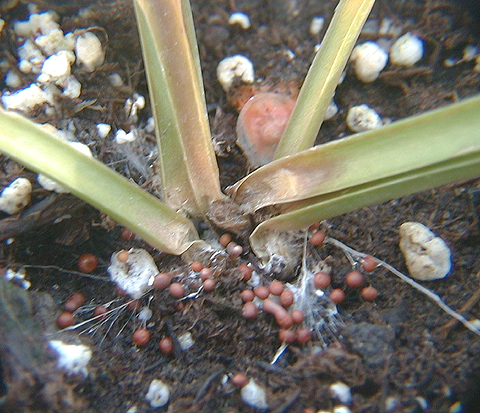